# Quattro quartetti
Quattro quartetti (Four Quartets) è il nome di quattro poemetti tra loro collegati che il poeta e critico statunitense T. S. Eliot riunì e ripubblicò in un unico libro nel 1943. Essi erano stati singolarmente pubblicati dal 1935 al 1942. I loro titoli sono: Burnt Norton, East Coker, The Dry Salvages, e Little Gidding.

## Struttura dei quartetti
I poemetti, ciascuno diviso in cinque sezioni, o «tempi» (come in alcuni degli ultimi quartetti d'archi di Beethoven), vennero pubblicati separatamente, e solo in un secondo momento raccolti in un unico volume. Il primo, "Burnt Norton", uscito nel 1935, dovette attendere cinque anni per essere seguito dagli altri tre: "East Coker" (1940) e "Dry Salvages" (1941) e "Little Gidding" (1942).
Il distacco tra il primo quartetto e i restanti induce i critici a sospettare che all'inizio Eliot non avesse in mente di scrivere una serie di componimenti, ma un unicum. Ciò che potrebbe avergli fatto cambiare idea è lo scoppio della seconda guerra mondiale nel settembre 1939, che ebbe un forte impatto (anche pratico) sulla vita del poeta, e che è presente negli ultimi tre quartetti, in particolar modo in "Little Gidding" dove ci sono estesi riferimenti ai bombardamenti aerei che Londra subì nel 1940.
Attilio Brilli ha evidenziato che i quartetti hanno tutti e quattro una struttura che è al tempo stesso musicale e concettuale, per cui possiamo dire che:
- Il primo tempo di ciascun quartetto generalmente presenta due temi contrastanti eppure connessi tra loro. I versi d'inizio del primo quartetto (Burnt Norton) presentano, in analogia con quanto accade in una composizione musicale, i temi che verranno successivamente sviluppati in tutti i tempi.
- Il secondo tempo è strutturato invece secondo il criterio opposto: il tema è uno solo, ma viene presentato con due differenti modalità stilistiche (si è detto per analogia che è come se una frase musicale venisse suonata alternativamente da gruppi diversi di strumenti). All'inizio il tema viene sviluppato in modo lirico, svolto nella metrica tradizionale, e introduce un tema di riflessione per mezzo di figure simboliche e di metafore. Lo stesso tema viene poi approfondito nella seconda parte del tempo, utilizzando però un linguaggio parlato e realistico, a volte quasi banale e discorsivo.
- Il terzo tempo dei quartetti consiste in una rielaborazione meditata dei temi presentati nei primi due movimenti; esso è il momento centrale della composizione e di solito tende alla fusione e alla riconciliazione dei motivi contrastanti introdotti nei «tempi» precedenti, creando in genere una situazione di stasi che funge da cadenza preparatoria per i successivi movimenti.
- Il quarto tempo è sostanzialmente il culmine, la punta lirica più elevata dell'intera opera; di solito di breve durata, svolta spesso nella metrica tradizionale, per l'intensissima musicalità che lo pervade può essere paragonato a un'aria musicale preceduta e seguita da due recitativi.
- Il quinto tempo consiste nella ricapitolazione di tutti i temi dei precedenti movimenti, anche con la variazione dei metri stilistici utilizzati in precedenza; in esso viene risolto il contrasto tematico del primo movimento riprendendo la struttura bipartita "lirico-prosaica" del secondo e invertendo l'ordine dei due stili (come in una composizione contrappuntistica per moto retrogrado), nel senso che ora si passa da un inizio in stile parlato e realistico ad un finale con un'intensissima concentrazione lirica. Nell'ultimo movimento dell'ultimo quartetto (Little Gidding) vengono ripresi e collegati tra loro tutti i temi sviluppati nei quartetti precedenti.

## Simbologia e luoghi
Opera complessa e in più punti ermetica, i Quattro Quartetti rappresentano l'ultimo grande frutto della poesia eliotiana, e una delle opere più importanti di tutto il modernismo, e della letteratura occidentale nella prima metà del Novecento.
I quartetti sono poemetti fondamentalmente filosofici, di ardua comprensione, dove lunghi passaggi meditativi si alternano a momenti intensissimi e folgoranti di intensa visionarietà. Come nel suo precedente, e più famoso poemetto, La terra desolata, Eliot tesse la sua poesia con una fitta trama di simboli e immagini e oggetti (come la rosa, la colomba fiammeggiante, il giardino delle rose, e altri) e soprattutto luoghi, tra cui spiccano quelli che danno il titolo ai quattro quartetti.
Essi sono:
- Burnt Norton, una casa di campagna nelle Cotswold Hills del Gloucestershire che Eliot visitò nell'estate del 1934.
- East Coker, un villaggio del Somerset non lontano dal mare, dal quale partì nel XVII secolo Andrew Eliot, antenato del poeta, per emigrare in America. Eliot visitò il villaggio negli anni 1936-1937 e le sue ceneri sono sepolte nel cimitero a fianco della chiesa. Dentro la chiesa una targa ricorda che vi fu deposto nel 1965. Su di essa sono scritte le parole che Eliot stesso scelse come epitaffio, il verso di inizio e quello finale di East Coker: in my beginning is my end / in my end is my beginning (nel mio principio è la mia fine / nella mia fine è il mio principio).
- I Dry Salvages, un piccolo gruppo di scogli, con un faro, al largo della costa nordorientale di Cape Ann, nel Massachusetts. Durante l'infanzia del poeta la sua famiglia era solita passare le vacanze nella zona. Eliot stesso spiega in una nota all'inizio del poemetto che il nome è presumibilmente una traduzione "fonetica" dal francese "les trois sauvages".
- Little Gidding, un villaggio dell'Huntingdonshire, famoso per la comunità religiosa che vi fu fondata nel 1626 da Nicholas Ferrar. Il re Carlo I la visitò una prima volta nel 1633, ripassandovi poi nel 1646 mentre era in fuga dalle truppe di Oliver Cromwell che in seguito soppresse la comunità. Eliot visitò Little Gidding nel 1936.

Ognuno di questi luoghi ha un forte rapporto con l'immaginazione poetica di Eliot, sia per motivi autobiografici (East Coker e i Dry Salvages) che culturali (Burnt Norton e Little Gidding). Ma essi si connettono a una trama simbolico-religiosa e filosofica estremamente complessa che la critica sta ancora esplorando.
Un importante elemento rilevato dalla critica che riveste una notevole importanza in tutta la composizione dei quartetti è la circolarità, presente sia nei simboli centrali di ogni quartetto (il vaso cinese nel primo, la danza dei morti nel secondo, il giro di boa nel terzo e la rosa mistica nel quarto), sia nel linguaggio stesso, nella sua musicalità come nel suo significato.
Non va infine trascurato il fatto che ciascun quartetto è stato con l'approvazione dell'autore messo in relazione con le quattro stagioni e con i quattro elementi aristotelici, per cui "Burnt Norton" è il quartetto della primavera e dell'aria, "East Coker" dell'estate e della terra, "Dry Salvages" dell'autunno e dell'acqua e "Little Gidding" dell'inverno e del fuoco.

## Interpretazioni musicali
- Il IV movimento di Little Gidding è stato musicato da Igor' Fëdorovič Stravinskij come Anthem: The Dove Descending Breaks the Air (1962).
- In seguito Sofia Gubaidulina ha scritto un Hommage à T.S. Eliot (1985) con citazioni del testo di tre dei poemetti.
- I Quattro quartetti sinfonici del compositore George Tsontakis sono una risposta intuitiva a varie immagini evocate dai poemetti.
- Un brano di Cats, il musical di Lloyd Webber basato su testi dello stesso Eliot, riprende alcuni versi di The Dry Salvages
- L'album Fare Forward Voyagers (Soldier's Choice) del chitarrista statunitense John Fahey deve il suo titolo (ed i titoli dei tre brani che lo compongono) al terzo poemetto dei Quattro quartetti di Eliot, The Dry Salvages.
- Parte di Burnt Norton compare nell'album Honeymoon di Lana Del Rey come interludio.
- Emidio Clementi interpreta il testo dei poemetti nell'album Quattro quartetti, musicato in collaborazione con Corrado Nuccini. L'album è un forte tributo all'omonima opera di T.S Eliot.